# Delphinium taliense
Delphinium taliense är en ranunkelväxtart som beskrevs av Adrien René Franchet. Delphinium taliense ingår i släktet storriddarsporrar, och familjen ranunkelväxter.

## Underarter
Arten delas in i följande underarter:
- D. t. dolichocentrum
- D. t. hirsutum
- D. t. platycentrum